# Сражение при Кирхгейме
Сражение при Кирхгейме — одна из битв Войны первой коалиции произошедшая 19 июня 1796 года близ Кирхайба между армией Первой французской республики под командованием генерала Жана-Батиста Клебера и войском Габсбургской монархии под началом генерала Пауля Края фон Крайова унд Топола.
После сражения при Вецларе французы были вынуждены отступить к Тифенбаху, а оттуда, разделившись на два отряда, начали отходить к Рейну: Журдан в направлении на Нейвид, а Клебер на Альтенкирхен. Для преследования последнего был послан генерал Край с 14-тысячным войском, а сам эрцгерцог Австрийский Карл преследовал Журдана.
Край допустил разброску сил, наступал по нескольким дорогам, не имея связи. Утром 19 июня Клебер воспользовался этим и с 24 батальонами и 28 эскадронами перешёл в наступление около Кирхгейма, где местность допускала скрытое маневрирование. Разъединенные отряды австрийцев отступили в беспорядке и заняли прилежащие холмы. Клебер, сдерживая противника на фронте, послал сильные колонны в обход обоих флангов.
Около полудня кавалерия Антуана Ришпанса опрокинула австрийскую конницу правого фланга; преследуя отступавших, генерал Ришпанс сам попал под огонь и вынужден был отступить.

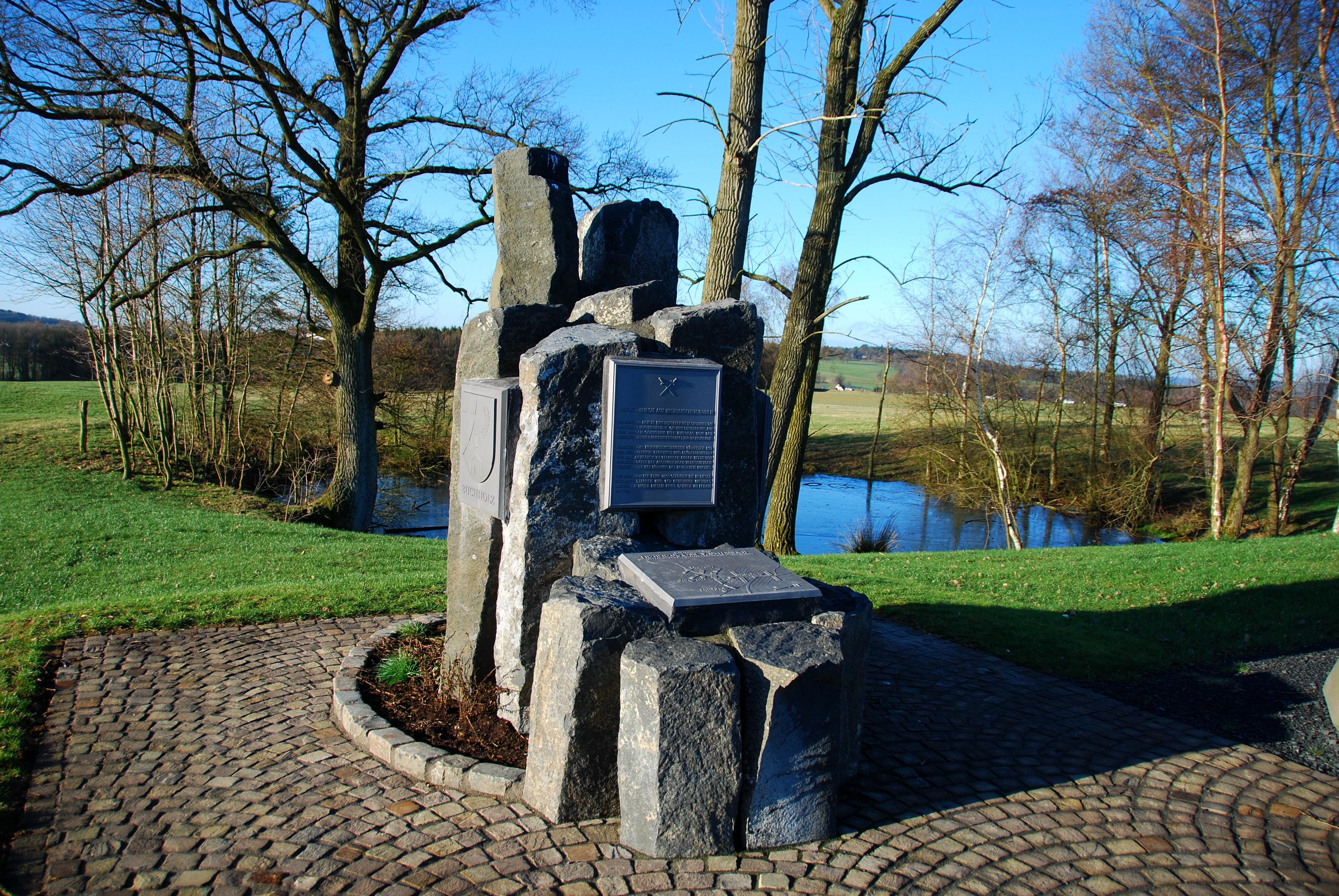
Памятник на месте баталии

Около двух часов дня правая обходная колонна Бастуля (3 батальона и 9 эскадронов) атаковала левый фланг, и Край должен был очистить Кирхгейм. Пытаясь прорвать расположение австрийцев, Клебер атаковал их четырьмя батальонами и одной полубригадой с фронта, тогда как обходные колонны бросились с флангов. Несмотря на картечный огонь, французы взошли на высоты, но тут были встречены слаженными ружейными залпами в упор 4 батальонов генерала Милиуса, которые затем бросились в рукопашную схватку. В коротком рукопашном бою французы потеряли знамя и вынуждены были отступить.
Хотя у Клебера оставалась ещё одна резервная дивизия, но он видя, что к австрийцам подходят свежие подкрепления, прекратил бой, тем более, что им было получено известие, что Журдан уже перешёл реку Рейн.
Французы потеряли в этот день от полутора до двух тысяч человек убитыми и ранеными; австрийцы потеряли около 400 человек.